# 雷夫斯內斯島
69°17′S 39°37′E / 69.283°S 39.617°E
雷夫斯內斯島，是南極洲的島嶼，位於毛德皇后地的哈拉爾王子海岸，處於漢內納本角對開海域的呂佐夫-霍爾姆灣東部，根據挪威探險隊拍攝的空中照片繪入地圖，現時由南極條約體系管理。